# Кебирли (Агджабединский район)
Кебирли (азерб. Kəbirli, до 1999 года — Четвёртый барак) — село в Кебирлинском административно-территориальном округе Агджабединского района Азербайджана.

## Этимология
Название происходит от близлежащего села, располагающегося в Бейлаганском районе..

## История
Село основано в 1932 году.
Согласно административному делению 1961 и 1977 года село 4-й барак входило в Еникарадолакский сельсовет Агджабединского района Азербайджанской ССР.
5 октября 1999 года селу Четвёртый барак присвоено новое имя Кебирли, а из состава Еникарадолакского административно-территориального округа выделен новый, Кебирлинский.
В 1999 году в Азербайджане была проведена административная реформа и внутри Кебирлинского административно-территориального округа был учрежден Кебирлинский муниципалитет Агджабединского района.

## География
Кебирли расположен на берегу канала имени Орджоникидзе.
Село находится в 30 км от райцентра Агджабеди и в 271 км от Баку. Ближайшая железнодорожная станция — Агдам (действующая — Халадж).
Село находится на высоте 58 метров над уровнем моря.

## Население
| Численность населения | Численность населения |
| 1999                  | 2009                  |
| --------------------- | --------------------- |
| 1845                  | ↗2176                 |

Население преимущественно занимается хлопководством, животноводством, выращиванием зерна.

## Климат
| Показатель                                             | Янв. | Фев. | Март | Апр. | Май  | Июнь | Июль | Авг. | Сен. | Окт. | Нояб. | Дек. | Год  |
| ------------------------------------------------------ | ---- | ---- | ---- | ---- | ---- | ---- | ---- | ---- | ---- | ---- | ----- | ---- | ---- |
| Средний суточный максимум, °C                          | 5,9  | 7,1  | 10,4 | 17,9 | 22,7 | 27,8 | 30,7 | 31,0 | 25,6 | 21,2 | 13,8  | 8,2  | 18,5 |
| Средняя температура, °C                                | 2,2  | 3,3  | 6,2  | 12,7 | 17,4 | 22,3 | 25,1 | 24,7 | 20,5 | 16,4 | 9,8   | 4,4  | 13,8 |
| Средний суточный минимум, °C                           | −1,5 | −0,5 | 2,0  | 7,6  | 12,2 | 16,9 | 19,5 | 18,5 | 15,5 | 11,6 | 5,8   | 0,7  | 9,0  |
| Норма осадков, мм                                      | 25   | 28   | 33   | 46   | 48   | 34   | 12   | 17   | 23   | 41   | 28    | 42   | 377  |
| Источник: http://en.climate-data.org/location/992259/6 |      |      |      |      |      |      |      |      |      |      |       |      |      |

Среднегодовая температура воздуха в селе составляет +13,8 °C. В селе полупустынный климат.

## Инфраструктура
В советское время близ села располагался ряд молочно-товарных ферм.
В селе расположены почтовое отделение, средняя школа, клуб, библиотека, медицинский пункт.